# Харламов Віктор Олександрович
Харламов Віктор Олександрович (нар. 17 серпня 1946, Київ, Українська РСР, СРСР) — український науковець, фахівець з археології та архітектури Київської Русі та середньовічної України. Начальник архітектурно-археологічної експедиції Інституту археології НАН України. Лауреат Державної премії УРСР в галузі науки і техніки (1983). Кандидат архітектури (1990) зі спеціальності теорія архітектури та реставрація пам'яток архітектури, з 1976 р. - член, а з 1995 р. - член кореспондент Національна спілка архітекторів України

## Біографія
Закінчив у 1973 р. Київський інженерно-будівельний інститут. Під час навчання в ньому брав участь в розкопках Успенського собору на території Києво-Печерської лаври в 1969-1972 рр. Після отримання диплому прийшов працювати до Київської постійно діючої експедиції (нині відділ археології Києва) Інституту археології АН УРСР (нині Інститут археології НАН України), яку очолив в 1984 р.
Брав участь у розкопках давньоруських зрубних жител на  Подолі;  досліджував  Кловський собор,  храм  Гнилецького  монастиря  в  ур.  Церковщина,  територію Замкової  гори,  Успенський  собор, трапезну  початку  ХІІ  ст.,  підземні споруди й територію Києво-Печерської лаври, церкву Спаса на Берестові,  Федорівський  собор,  палацові споруди  на  Старокиївській  горі, Михайлівський  Золотоверхий  собор  і  навколишню  територію,  Печерські  (Лядські  ворота),  а  також Михайлівський собор у Переяславі.
Автор понад 70 друкованих праць (зокрема, низки популярних колективних видань з історії й археології України). 

### Основні  праці:
- Конструктивні особливості  дерев’яних  будівель Подолу  Х–ХІІІ  ст.  //  Археологічні дослідження  стародавнього  Києва.  —  К.,  1976;
- Опыт  историко-архитектурной реконструкции жилых деревянных  комплексов  Киева  Х–ХІІІ вв. // Новое в археологии Киева. — К., 1981;
- Киев во второй половине XVII века. — К., 1982 (у співавт.);
- Древнерусское жилище // Археология Украинской ССР. — К., 1987. — Т.  3;
- Развитие  строительной  науки и техники в Украинской ССР. — К., 1989. — Т. 1 (у співавт.)

Передчасно помер від обриву аорти 13 лютого 1996 року в Києві на 49-му році життя.